# نویدورف بای اشتاتس
نویدورف بای اشتاتس (به آلمانی: Neudorf bei Staatz) یک منطقهٔ مسکونی در اتریش است که در ناحیه میستلباخ واقع شده‌است. نویدورف بای اشتاتس ۱٬۳۴۵ نفر جمعیت دارد.